# 喬治·班森
喬治·班森（英語：George Benson，1943年3月22日—），是一位美國音樂人，曾十次獲得葛來美獎。他於21歲開始了他的職業樂手生涯，成為一名爵士樂吉他手。
六十年代，班森與Jack McDuff等樂手合作演奏騷靈爵士樂。之後，他的個人發展專注於爵士樂，流行音樂，及節奏藍調的演唱。他發布於1976年的專輯《Breezin'》，包括在告示牌二百強專輯榜內，被認證有三白金的銷量。八十年代，他的音樂會都是座無虛席，並且還有大批追隨者。喬治·班森於荷里活星光大道，獲得星形獎章，以紀念他對娛樂業的貢獻。

## 生平
喬治·班森出生並成長於賓夕法尼亞州匹茲堡的山區。七歲的時候，他第一次上台彈奏烏克麗麗，賺取到小量收入。八歲的時候，他在週末晚上於夜總會彈奏結他；於十歲的小小年紀，他灌錄了第一張細碟《She Makes Me Mad》，藝名為「小喬治」。
班森畢業於Schenley高級中學。21歲時，他灌錄了首張大碟《The New Boss Guitar》。七十年代中期之後，他開始將專輯發行重心放在流行歌曲的創作上，因深受結他手Wes Montgomery及鋼琴手納·京·高爾兩人的影響，他的指法擁有豐富的搖滾韻味。進入70年代末至80年代更是佳作連連、名氣大增，例如他1977年为拳王阿里的传记电影《The Greatest》谱写的主题曲《The Greatest Love of All》，在1986年由刚出道的雲妮·侯斯頓翻唱後一炮而紅，还有1985年的此情永不移等。。

### 近況
2013年6月，班森為Concord Records唱片公司發表了旗下第四張專輯–《Inspiration: A Tribute to Nat King Cole》。九月，他回到里約熱內盧的“Rock in Rio Festival”演唱，這是他在三十五年後首次在這個節日表演。

## 獎項
喬治·班森獲得的格林美獎列表：
| 年份 | 分類                              | 標題                     | 備註                         |
| ---- | --------------------------------- | ------------------------ | ---------------------------- |
| 1977 | Best R&B Instrumental Performance | Theme from Good King Bad |                              |
| 1977 | Best Pop Instrumental Performance | Breezin'                 |                              |
| 1977 | Record of the Year                | This Masquerade          | Tommy LiPuma, producer       |
| 1979 | Best Male R&B Vocal Performance   | On Broadway              |                              |
| 1981 | Best Jazz Vocal Performance, Male | Moody's Mood             |                              |
| 1981 | Best R&B Instrumental Performance | Off Broadway             |                              |
| 1981 | Best Male R&B Vocal Performance   | Give Me the Night        |                              |
| 1984 | Best Pop Instrumental Performance | Being with You           |                              |
| 2007 | Best Traditional R&B Performance  | God Bless the Child      | with Al Jarreau & Jill Scott |
| 2007 | Best Pop Instrumental Performance | Mornin'                  |                              |

## 外部連結
- 喬治·班森官方網站（页面存档备份，存于）